# Ujazd (gmina w województwie łódzkim)
Ujazd (do 1953 gmina Łazisko) – gmina miejsko-wiejska w województwie łódzkim, w powiecie tomaszowskim. W latach 1975–1998 gmina położona była w województwie piotrkowskim.
Siedziba gminy znajduje się w mieście Ujazd.
Według danych z 30 czerwca 2004 gminę zamieszkiwało 7785 osób. Natomiast według danych z 31 grudnia 2017 roku gminę zamieszkiwały 7783 osoby.

## Struktura powierzchni
Według danych z roku 2002 gmina Ujazd ma obszar 96,96 km², w tym:
- użytki rolne: 61%
- użytki leśne: 32%

Gmina stanowi 9,45% powierzchni powiatu.

## Demografia

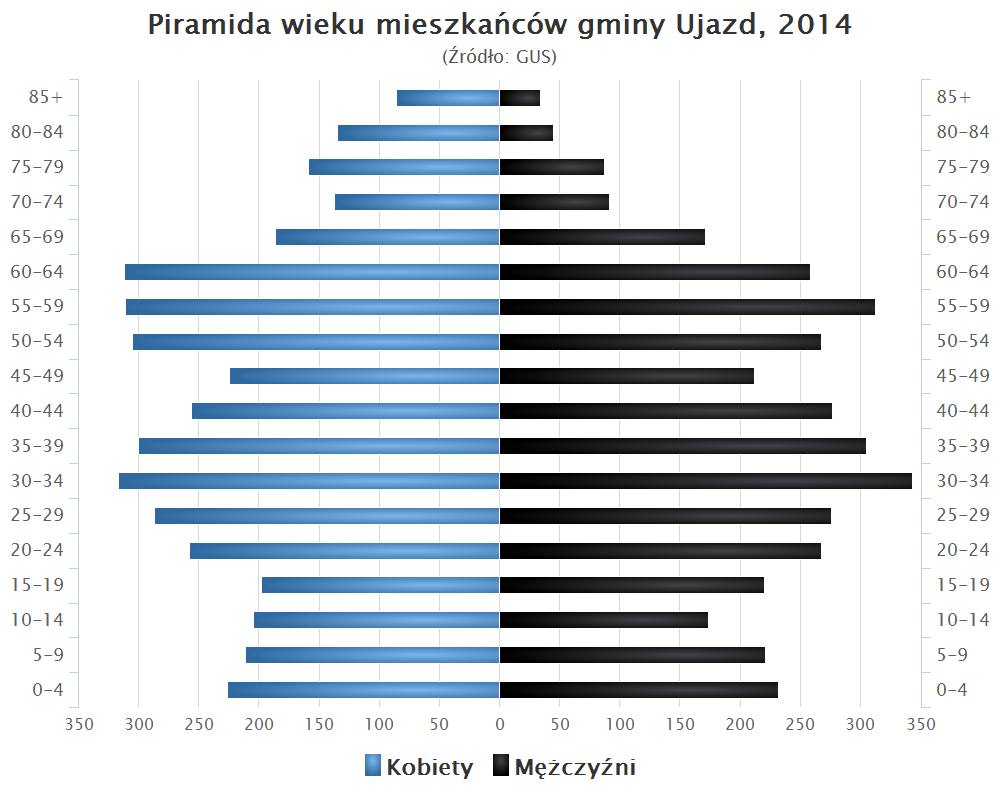
Piramida wieku mieszkańców gminy Ujazd w 2014 roku

Dane z 31 grudnia 2017 roku.
| Opis                              | Ogółem | Ogółem | Kobiety | Kobiety | Mężczyźni | Mężczyźni |
| --------------------------------- | ------ | ------ | ------- | ------- | --------- | --------- |
| jednostka                         | osób   | %      | osób    | %       | osób      | %         |
| populacja                         | 7783   | 100    | 4037    | 51,9    | 3746      | 48,1      |
| gęstość zaludnienia (mieszk./km²) | 81     | 81     | 42      | 42      | 39        | 39        |

## Sołectwa
Bielina, Bronisławów, Buków, Ciosny, Dębniak, Helenów, Józefin, Lipianki, Łominy, Maksymów, Niewiadów, Ojrzanów, Olszowa, Osiedle Niewiadów, Przesiadłów, Sangrodz, Skrzynki, Stasiolas, Ujazd, Wólka Krzykowska, Wykno, Zaosie.

## Pozostałe miejscowości
Aleksandrów, Buków-Parcel, Józefów, Kolonia Dębniak, Kolonia Olszowa, Kolonia Ujazd, Konstancin, Leszczyny, Łączkowice, Marszew, Mącznik, Młynek, Niewiadów-Kolonia, Olszowa-Piaski, Szymanów, Teklów, Tobiasze, Władysławów, Wygoda, Zaosie-Bronisławów, Zaosie-Mącznik.

## Sąsiednie gminy
Będków, Budziszewice, Koluszki, Lubochnia, Rokiciny, Tomaszów Mazowiecki, Wolbórz